# Clidemia petiolaris
Clidemia petiolaris là một loài thực vật có hoa trong họ Mua. Loài này được (Schltdl. & Cham.) Schltdl. ex Triana mô tả khoa học đầu tiên năm 1871.